# Bujumbura Rural
Bujumbura Rural is sinds 2015 een van de achttien provincies van Burundi. 
Deze provincie werd in 1998 gecreëerd bij de tweedeling van de voormalige provincie Bujumbura. Het andere deel is nu de provincie Bujumbura Mairie. Bujumbura Rural was tot 2015 bijna 1.100 km² groot en telde in 1999 naar schatting 437.000 inwoners. In 2015 werden 2 kleinere gemeenten overgeheveld naar de nieuw opgerichte provincie Rumonge ten zuiden van Bujumbura Rural. Hierdoor daalden oppervlakte en bevolking tot 1.059,84 km² en op basis van de census van 2008 voor de betrokken gemeenten 464.818 inwoners.

## Grenzen
De provincie Bujumbura Rural ligt in het westen van Burundi en grenst daar aan het Tanganyikameer en zo aan de provincie Zuid-Kivu van buurland Congo-Kinshasa. Verdere grenzen heeft de provincie met:
- Het hoofdstedelijke Bujumbura Mairie in het oosten die het volledig omsluit.
- Bubanza in het noorden.
- Muramvya in het noordoosten.
- Mwaro in het oosten.
- Bururi in het zuiden en het zuidoosten.
- Rumonge in het zuiden en het zuidwesten.

## Communes
De provincie bestaat uit negen gemeenten:
- Isale
- Kabezi
- Kanyosha
- Mubimbi
- Mugongomanga

- Mukike
- Mutambu
- Mutimbuzi
- Nyabiraba

Bubanza · Bujumbura Mairie · Bujumbura Rural · Bururi · Cankuzo · Cibitoke · Gitega · Karuzi · Kayanza · Kirundo · Makamba · Muramvya · Muyinga · Mwaro · Ngozi · Rumonge · Rutana · Ruyigi